# Élections étatiques de 2021 dans l'État de Campeche
Les élections étatiques de 2021 dans l'État de Campeche se tiennent le 6 juin 2021, afin d'élire le gouverneur de l'État de Campeche pour un mandat de six ans, et les 35 membres du congrès étatique, pour un mandat de trois ans.

État de Campeche.

## Gouverneur

### Mode de scrutin
Le gouverneur est élu au scrutin uninominal majoritaire à un tour.

### Résultats
|                        | Ensemble, nous faisons l'histoire - Mouvement de régénération nationale (MORENA) - Parti du travail (PT)                                    | Layda Elena Sansores San Román (MORENA) | 139 503 | 33,85 |  |  |
|                        | Mouvement citoyen (MC) | Eliseo Fernández Montúfar               | 133 627 | 32,42 |  |  |
|                        | C'est pour Campeche - Parti révolutionnaire institutionnel (PRI) - Parti action nationale (PAN) - Parti de la révolution démocratique (PRD) | Christian Castro Bello (PRI)            | 129 120 | 31,33 |  |  |
|                        | Parti vert écologiste du Mexique (PVEM) | Sandra Guadalupe Sánchez Díaz           | 3 289   | 0,80  |  |  |
|                        | Parti du combat solidaire (PES) | Nicté-Ha Aguilera Silva                 | 2 912   | 0,71  |  |  |
|                        | Réseaux sociaux progressistes (RSP) | María Magdalena Cocom Arbez             | 2 401   | 0,58  |  |  |
|                        | Force pour le Mexique (FxM) | Luis Alonso García Hernández            | 1 290   | 0,31  |  |  |
|                        | |                                         |         |       |  |  |
| Suffrages exprimés     | Suffrages exprimés | Suffrages exprimés                      | 412 142 | 98,06 |  |  |
| Votes nuls             | Votes nuls | Votes nuls                              | 8 144   | 1,94  |  |  |
| Total                  | Total | Total                                   | 420 286 | 100   |  |  |
| Abstention             | Abstention | Abstention                              | 248 464 | 37,15 |  |  |
| Inscrits/Participation | Inscrits/Participation | Inscrits/Participation                  | 668 750 | 62,85 |  |  |

## Congrès étatique

### Mode de scrutin
Le Congrès d'État de Campeche est constitué de 35 députés, élus selon un système mixte. 21 députés sont élus au scrutin uninominal majoritaire à un tour dans autant de circonscriptions, tandis que les 14 députés restants sont élus au scrutin proportionnel plurinominal. Les électeurs n'ont cependant qu'un seul vote.

### Résultats
|                                                   |                                                   |                                              |         |       |               |               |               |    |               |               |  |  |  |  |
| Parti                                             | Parti                                             | Parti                                        | Voix    | %     | +/-           | C             | +/−           | L  | Total         | +/-           |  |  |  |  |
|                                                   |                                                   | Mouvement de régénération nationale (MORENA) | 148 243 | 36,09 | 5,08          | 11            | 1             | 5  | 16            | 2             |  |  |  |  |
|                                                   | Parti du travail (PT)                             | 9 726                                        | 2,37    | 1,20  | 0             | en stagnation | 0             | 0  | 2             |               |  |  |  |  |
| Total coalition Ensemble, nous faisons l'histoire | Total coalition Ensemble, nous faisons l'histoire | 157 969                                      | 38,45   | 3,87  | 11            | 1             | 5             | 16 | en stagnation |               |  |  |  |  |
|                                                   |                                                   | Parti révolutionnaire institutionnel (PRI)   | 108 759 | 26,47 | 1,46          | 4             | 2             | 4  | 8             | 2             |  |  |  |  |
|                                                   | Parti action nationale (PAN)                      | 20 373                                       | 4,96    | 16,46 | 1             | 4             | 1             | 2  | 6             |               |  |  |  |  |
|                                                   | Parti de la révolution démocratique (PRD)         | 5 041                                        | 1,23    | 2,06  | 0             | en stagnation | 0             | 0  | 1             |               |  |  |  |  |
| Total C'est pour Campeche                         | Total C'est pour Campeche                         | 134 173                                      | 32,66   | 19,98 | 5             | 6             | 5             | 10 | 9             |               |  |  |  |  |
|                                                   | Mouvement citoyen (MC)                            | Mouvement citoyen (MC)                       | 97 526  | 23,74 | 21,34         | 5             | 5             | 4  | 9             | 9             |  |  |  |  |
|                                                   | Parti vert écologiste du Mexique (PVEM)           | Parti vert écologiste du Mexique (PVEM)      | 8 515   | 2,07  | en stagnation | 0             | en stagnation | 0  | 0             | en stagnation |  |  |  |  |
|                                                   | Réseaux sociaux progressistes (RSP)               | Réseaux sociaux progressistes (RSP)          | 5 461   | 1,33  | Nv.           | 0             | en stagnation | 0  | 0             | en stagnation |  |  |  |  |
|                                                   | Parti du combat solidaire (PES)                   | Parti du combat solidaire (PES)              | 3 862   | 0,94  | 1,43          | 0             | en stagnation | 0  | 0             | en stagnation |  |  |  |  |
|                                                   | Force pour le Mexique (FxM)                       | Force pour le Mexique (FxM)                  | 3 293   | 0,80  | Nv.           | 0             | en stagnation | 0  | 0             | en stagnation |  |  |  |  |
|                                                   |                                                   |                                              |         |       |               |               |               |    |               |               |  |  |  |  |
| Suffrages exprimés                                | Suffrages exprimés                                | Suffrages exprimés                           | 410 799 | 97,33 |               |               |               |    |               |               |  |  |  |  |
| Votes nuls                                        | Votes nuls                                        | Votes nuls                                   | 11 257  | 2,67  |               |               |               |    |               |               |  |  |  |  |
| Total                                             | Total                                             | Total                                        | 422 056 | 100   | -             | 21            | en stagnation | 14 | 35            | en stagnation |  |  |  |  |
| Abstention                                        | Abstention                                        | Abstention                                   | 246 694 | 36,89 |               |               |               |    |               |               |  |  |  |  |
| Inscrits/Participation                            | Inscrits/Participation                            | Inscrits/Participation                       | 668 750 | 63,11 |               |               |               |    |               |               |  |  |  |  |